# Wenzendorf
Wenzendorf település Németországban, azon belül Alsó-Szászország tartományban. Lakosainak száma 1513 fő (2023. december 31.). Wenzendorf Neu Wulmstorf, Hollenstedt, Drestedt, Buchholz in der Nordheide, Kakenstorf és Appel községekkel határos.

## Népesség
A település népességének változása:
| Lakosok száma | 1390 | 1434 | 1440 | 1473 | 1520 | 1513 |
|               | 2016 | 2017 | 2019 | 2021 | 2022 | 2023 |